# Desaparición de Michael Negrete
Michael Negrete (nacido en Virginia el 25 de marzo de 1981) era un joven estadounidense de 18 años, estudiante de la Universidad de California en Los Ángeles, que desapareció sin dejar rastro en Los Ángeles en diciembre de 1999. La policía considera su desaparición sospechosa y la ha clasificado como un caso de homicidio.

## Desaparición

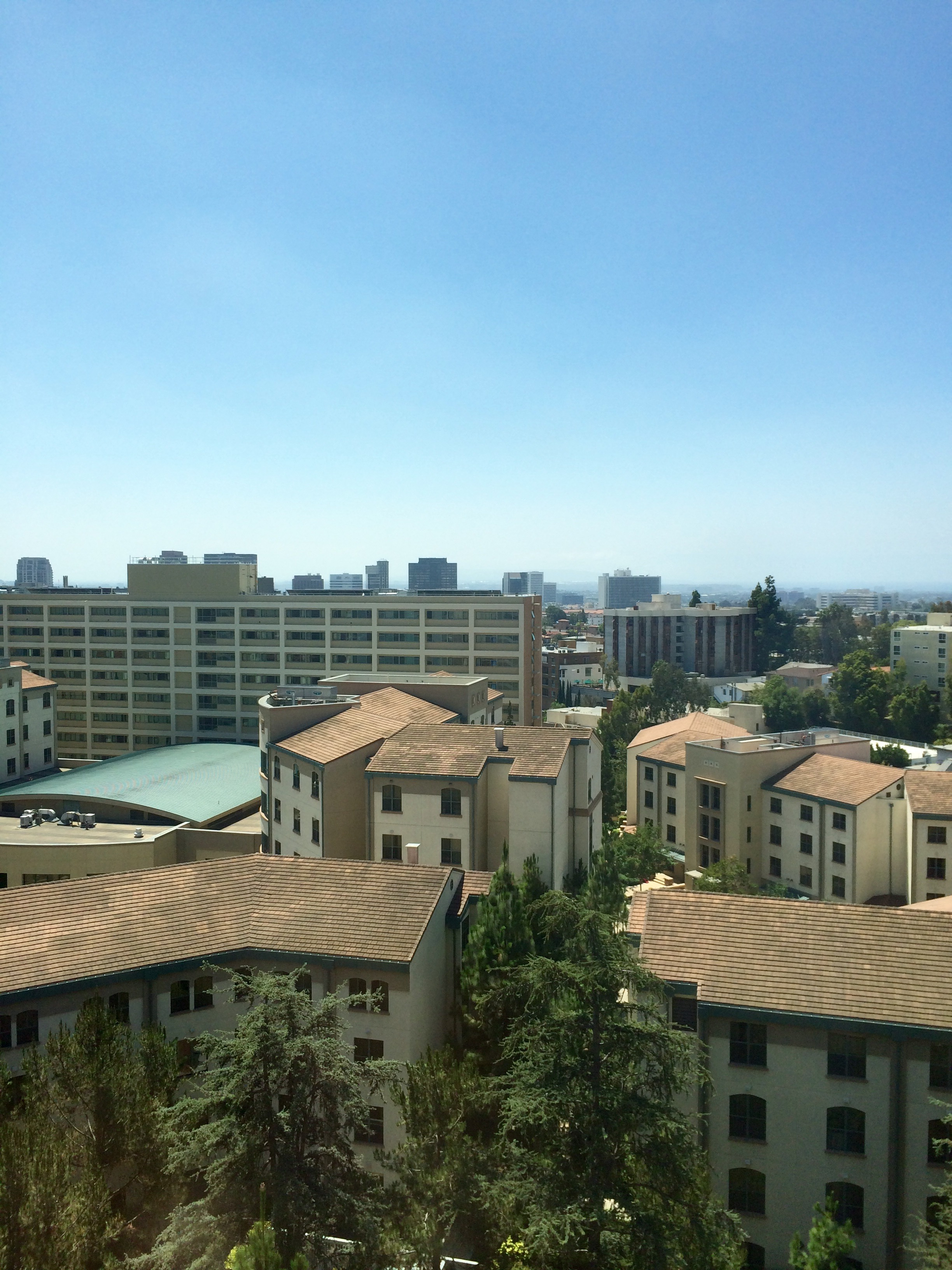
Vista de las residencias de la UCLA De Neve y Dykstra Hall.

Michael Negrete era un popular estudiante de primer año de la UCLA con una beca de música, que vivía en Dykstra Hall. El 10 de diciembre había asistido a una fiesta con amigos en la planta en la que vivía, y posteriormente había regresado a su habitación. A continuación, jugó a un videojuego en línea con un amigo en otra habitación. A las 4 de la madrugada terminó la partida y salió de su habitación para felicitar al otro jugador. El amigo le vio por última vez cuando regresaba a su habitación y no volvió a verle. Cuando el compañero de habitación de Negrete se despertó a las 9 de la mañana, Negrete había desaparecido, pero su ropa, zapatos, cartera, llaves e instrumentos musicales seguían allí.
Aunque supuestamente hubo testigos que podrían haber visto a alguien que coincidía con la descripción de Negrete saliendo del edificio a las 4:35 horas de la madrugada, esto nunca se corroboró.

## Investigación
La policía no pudo encontrar ningún indicio de que Negrete tuviera enemigos serios, una vida secreta, depresión, problemas con las drogas o el alcohol. Interrogaron a amigos suyos y a otras personas que vivían en su piso, pero nadie dijo haber visto a Negrete desde las 4 de la madrugada. Aunque originalmente era sólo un caso de persona desaparecida, pronto se convirtió en una investigación de homicidio. La única pista fue la que dieron varios estudiantes, la de un hombre caucásico que había sido visto en el piso la noche de la desaparición, a quien nadie podía explicar. La policía publicó un retrato robot del hombre e hizo un llamamiento para que se presentara, subrayando que no estaba siendo investigado y que no estaban seguros de si su presencia tenía algo que ver con el caso. Sin embargo, nadie se presentó.
Negrete no tenía coche en la UCLA, y los sabuesos de la policía de Los Ángeles parecieron rastrear su olor hasta una parada de autobús al otro lado del campus. Sin embargo, los investigadores dijeron posteriormente que los perros estaban confundidos y que no había que fiarse del olor. La policía buscó en el vertedero y en todas las obras del campus, pero no encontró rastro de Negrete. Se enviaron más de 500 pistas a la policía, pero no se obtuvo nada de ninguna de ellas.
No se ha registrado actividad alguna en las tarjetas de crédito de Negrete desde su desaparición. Varios videntes afirmaron que Negrete estaba vivo, y facilitaron a sus padres sus supuestas ubicaciones, pero en todos los casos resultó ser incorrecto. Los padres de Negrete contrataron a dos detectives privados para que investigaran el asunto con mayor detalle, y ofrecieron una recompensa de 100 000 dólares por información que condujera al paradero de Negrete, que nunca fue reclamada. Island Fever, la banda para la que Negrete tocaba la trompeta, organizó varios eventos para recaudar fondos para su búsqueda.
En 2013, el hermano de Negrete, Steve, miembro de la banda Steam Powered Giraffe, declaró que, antes de su desaparición, Negrete había consumido recientemente drogas, incluido éxtasis, y había asistido a raves. En su opinión, Negrete, bajo los efectos de las drogas, había abandonado el edificio y posteriormente había sido secuestrado.